# کپک ۱۸۲۴۰
سیارک ۱۸۲۴۰ (به انگلیسی: 18240 Mould، نامگذاری:1317T-2) هجده هزار و دویست و چهلمین سیارک کشف شده‌است که در ۲۹ سپتامبر ۱۹۷۳ کشف شد.
قدر مطلق سیارک برابر ۸.۵ است.